# 龍之風暴

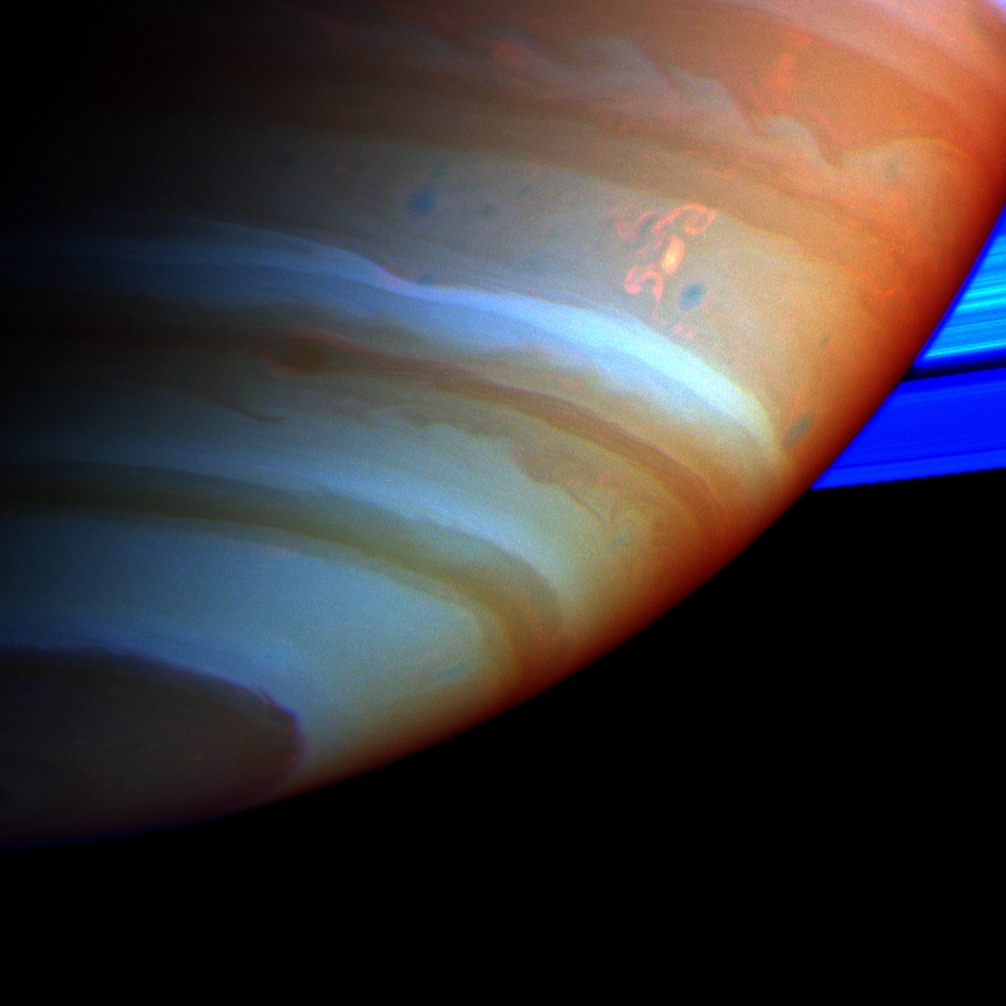
龍之風暴

龍之風暴 （Dragon Storm ）（由於它特殊的形狀而在2004年9月給的名稱）是發生在土星南半球的一個巨大且明亮的複雜的對流風暴。土星的風暴看起來都是長壽和週期性的突然發光，產生戲劇性的白色羽狀然後下沉。風暴一般也都是強烈的無線電波源